# Gustaf Kilman
Gustaf Kilman, född 9 juli 1882 i Ytterby, död 21 februari 1946, var en svensk ryttare. Kilman blev olympisk guldmedaljör 1912.